# 星盤眾棋計畫
星盤眾棋計畫（GIPF project）是比利時抽象策略遊戲設計師Kris Burm於2001年以不同機制設計出來的六種棋的合稱，這些棋分別是機制為『推』的星盤棋、『棄』的冰山棋、『登』的火山棋、『翻』的圈套棋、『連』的雪地棋、『強』的疊套棋、『融合』的彩疊棋。沙漏棋本是星盤眾棋計畫的第二作，在2007年被疊套棋所取代。
星盤眾棋計畫也構想了連貫他六種棋類的遊戲方式，稱為Ultimate GIPF，可用星盤棋為開始、為中心、為結束，中途能對弈其他五種棋類。

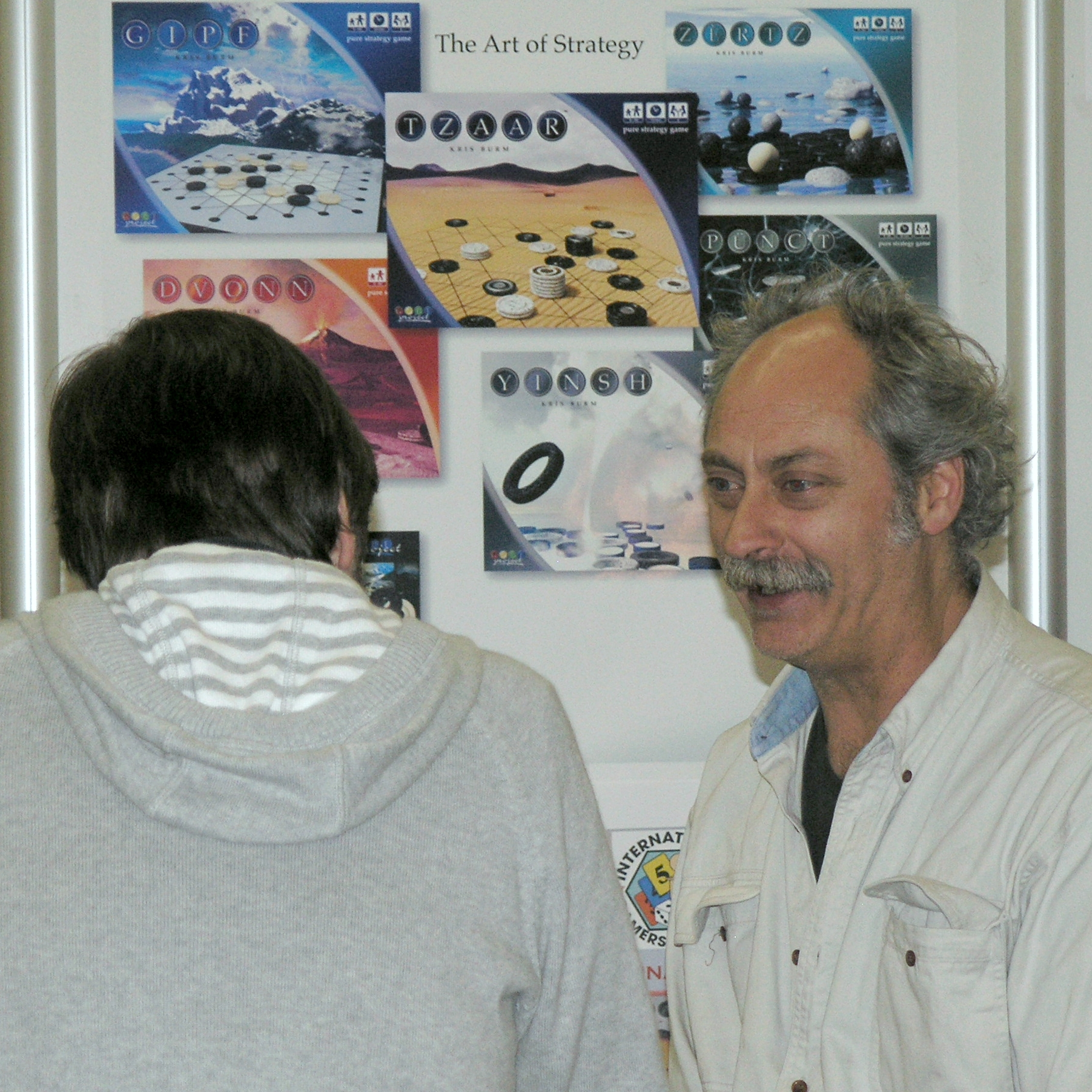
Kris Burm向人介紹他的棋類

## 棋具
- 星盤棋、冰山棋、火山棋、圈套棋、雪地棋、疊套棋的棋具。

- 雙方除六種原先的棋子外，另外多了五種棋子，稱為潛（potential），以黑白色區分敵我，皆為扁平狀，可疊在星盤棋子上面，分別是：
  - 冰山潛棋子（ZÈRTZ-potential）
  - 火山潛棋子（DVONN-potential）
  - 圈套潛棋子（YINSH-potential）
  - 疊套潛棋子（TZZAR-potential）
  - 雪地潛棋子（PÜNCT-potential）

每枚潛棋子皆代表星盤眾棋計畫遊戲時，中途可能會插入的遊戲。

## 規則
- 以星盤棋的競賽規則進行遊戲。雙方遊戲前約定可以加入多少枚的潛棋子，種類、數量無上限，每種最少要三枚。

- 每回合玩家推入棋子時，可改把自己的一枚潛棋子疊在自己的一枚星盤棋子上推入。用來乘載潛棋子入場的星盤棋子，稱為載具棋子（loaded piece）。

- 潛棋子也視為連線的棋子數之一，連線時只要潛棋子仍在載具棋子上，就可不收回。任何收回的潛棋子必須移出遊戲，不得再推入棋盤。

- 每回合玩家可以不推入棋子，改將己方某枚勢棋子從載具棋子移開到某處。這種走法每枚只能用一次。
  - 冰山潛棋子：跳過一個或多個同方向緊連的棋子，而落至第一個空棋點。
  - 火山潛棋子：移至鄰近點敵方一枚的火山潛棋子、或星盤棋子（不包括星盤疊子）。
  - 圈套潛棋子：朝某方向移動，棋點數不限，中間不得有子。
  - 疊套潛棋子：只能在其載具棋子在棋盤正中央使用。此時把該潛棋子移出棋盤，玩家就多一著可用；也可改選把該潛棋子放在任意的空棋點。
  - 雪地潛棋子：移至一枚鄰近點敵方的雪地潛棋子；或將鄰近點敵方一枚的星盤疊子放上自己手邊一或兩枚星盤棋子，雪地潛棋子則移出遊戲。如果放兩枚，則視為星盤疊子。

- 己方棋子若落在敵棋上，則將該棋疊視為己方連線的棋子數之一。當達成連線時，則只把最上枚的棋子收回。若是收回潛棋子則移出遊戲。

- 己方星盤疊子若落在敵棋上，則將該棋疊視為己方連線的棋子數之一。當達成連線時，則可不收回；若收回必須兩枚。

- 玩家將移下潛棋子時，若對手不願意該玩家使用潛棋子的特殊走法，則對手可將對弈暫時中斷，改進行該種潛棋子代表的遊戲，此舉稱為抵銷（Neutralizing）。插入的遊戲得出勝負後，再進行本來的星盤棋。如果方才該玩家勝利或平手，則本合合就可使用該潛棋子的特殊走法；輸時，則將該枚潛棋子移出遊戲，改走別著。

- 玩家對對手的潛棋子只能每種各抵銷一次。

- 星盤棋作全體遊戲的勝負[2]。

## 外部連結
- 規則介紹 （页面存档备份，存于）